# Kändrä järv
Kändrä järv (est. Kändrä järv) – jezioro w Estonii, w prowincji Võrumaa, w gminie Misso. Położone jest na wschód od wsi Kärinä. Ma powierzchnię 3,4 ha, linię brzegową o długości 968 m. Sąsiaduje z jeziorami Immaku, Sõdaalonõ, Kärinä Kõrbjärv, Mägialonõ, Kisõjärv, Pahijärv, Vuuhjärv. Położone jest na obszarze chronionego krajobrazu Kisejärve maastikukaitseala.